# Associazione Magistrale Nicolò Tommaseo
L'Associazione Magistrale Nicolò Tommaseo fu un'organizzazione sindacale degli insegnanti di ispirazione cattolica operante in Italia dal 1906 al 1930.

## Storia
L’Associazione Magistrale Nicolò Tommaseo, intitolata al celebre scrittore cattolico, fu fondata nel 1906 da un gruppo di insegnanti di orientamento cattolico di Brescia, Milano, Vicenza, Verona e Roma fuoriusciti dall’Unione Magistrale Nazionale, scossa dalla controversa questione dell'insegnamento religioso nelle scuole e di orientamento sempre più anticlericale.
L’associazione operava in un periodo di forte carenza numerica di maestre e maestri in Italia e proponeva tutele giuridico-economiche per gli insegnanti insieme alla difesa di valori tipicamente cattolici, quali la scuola libera, la famiglia, la presenza della religione nella scuola.
Nel 1911 la presidenza fu affidata a Giuseppe Micheli per risollevare l’associazione attraversata da una profonda crisi, per le divergenze circa i rapporti con gli esponenti politici cattolici e con le gerarchie ecclesiastiche. Egli razionalizzò la struttura associativa e ne rafforzò l’orientamento politico-ideologico. Nel 1919 seguì la presidenza di Cesare Nava, e di semplici maestri sotto le quali l'associazione oscillò talora verso il collateralismo con il Partito Popolare Italiano fondato da don Sturzo, e ora verso l’indipendenza politica e l’aconfessionalità, fino scendere a patti con il fascismo e abbracciarne la proposta clericonazionalista. Nel 1930 fu sciolta dal fascismo.